# Megachile pseudanthidioides
Megachile pseudanthidioides är en biart som beskrevs av Jesus Santiago Moure 1943. Megachile pseudanthidioides ingår i släktet tapetserarbin, och familjen buksamlarbin. Inga underarter finns listade i Catalogue of Life.